# Список наград и номинаций телесериала «Игра престолов»
«Игра́ престо́лов» (англ. Game of Thrones) — американский телесериал в жанре фэнтези, основанный на цикле романов «Песнь льда и огня» Джорджа Р. Р. Мартина. Снят под руководством Дэвида Бениоффа и Д. Б. Уайсса для кабельного телеканала HBO. Действие «Игры престолов» происходит в вымышленном мире, напоминающем средневековую Европу. В сериале одновременно действует множество персонажей и развивается несколько сюжетных линий. Основных сюжетных арок три: первая посвящена борьбе нескольких влиятельных домов за Железный Трон Семи Королевств либо за независимость от него; вторая — потомку свергнутой династии правителей, принцессе-изгнаннице, планирующей вернуть престол; третья — древнему братству, охраняющему государство от угроз с севера.
Сериал был номинирован на множество наград, в том числе на 160 премий «Эмми» (59 побед), восемь премий «Золотой глобус» (одна победа), десять премий Гильдии сценаристов США, восемь премий Гильдии продюсеров США (одна победа), десять премий Гильдии режиссеров США (две победы), восемь премий Гильдии художников-постановщиков США (пять побед), 34 премии «Сатурн» (шесть побед), 14 премий «Спутник» (три победы) и премию Пибоди (одна победа).
Питер Динклэйдж — самый награждаемый и номинированный член актёрского состава с такими наградами, как премия «Эмми» и «Золотой глобус» за лучшую мужскую роль второго плана. Он также является единственным актёром сериала, удостоившимся премии «Эмми». Кроме того, актёры Лина Хиди, Эмилия Кларк, Кит Харингтон, Мэйси Уильямс, Николай Костер-Вальдау, Алфи Аллен, Софи Тернёр, Гвендолин Кристи, Кэрис Ван Хаутен, Дайана Ригг и Макс фон Сюдов были номинированы на премию «Эмми». Остальные актёры также получили высокую оценку, многие из них получили различные номинации на награды, в том числе семь номинаций на премию Гильдии киноактёров США за лучший актёрский состав в драматическом сериале, присуждаемые всем основным актёрам в 1, 3, 4, 5, 6, 7 и 8 сезонах. В 2015 году «Игра престолов» установил рекорд по получению наибольшего количества Прайм-таймовых премий «Эмми» за один год: 12 побед из 24 номинаций. В 2016 году он стал самым награждаемым сериалом в истории премии «Эмми» с 38 победами. На 2022 год «Игра престолов» получил 386 наград из 1018 номинаций. Шоу также является обладателем десяти мировых рекордов из Книги рекордов Гиннеса, в том числе «Самая пиратская телепрограмма» и «Самая крупная одновременная трансляция телевизионной драмы».

## Характеристика списка
Список разделён на шесть столбцов:
- Награда — название той или иной премии;
- Дата церемонии — дата вручения награды;
- Категория — название номинации на русском языке. При наведении курсора мышки на указанную категорию всплывает подсказка, указывающая название номинации на оригинальном языке. Пользователи смартфонов и планшетных компьютеров, как правило, не имеют возможности увидеть всплывающую подсказку;
- Номинанты и получатели — сериал, а также актёры, съёмочная группа и производственные компании, номинированные на премию;
- Результат — результат номинации: победа или номинация. Места, кроме первого, засчитываются в «Общем числе наград и номинаций», как номинация;
- Ист. — источник с предложенной информацией о категориях и номинантах премии.

## Награды и номинации
| Награда                                                         | Дата церемонии               | Категория | Номинанты и получатели | Результат | Ист.    |
| --------------------------------------------------------------- | ---------------------------- | --- | --- | --------- | ------- |
| Премия Британской Академии в области телевидения                | 12 мая 2013                  | Приз зрительских симпатий Radio Times                                                                                        | «Игра престолов» | Победа    | [ 8 ]   |
| Премия Британской Академии в области телевидения                | 12 мая 2013                  | Лучшая международная программа                                                                                               | Дэвид Бениофф, Д. Б. Уайсс, Кэролин Штраусс и Фрэнк Долгер | Номинация | [ 8 ]   |
| Премия Британской Академии в области телевидения                | 10 мая 2015                  | Приз зрительских симпатий Radio Times                                                                                        | «Игра престолов» | Номинация | [ 9 ]   |
| Премия Британской Академии в области телевидения                | 14 мая 2017                  | Момент, который нужно обязательно посмотреть на Virgin TV                                                                    | «Битва бастардов» | Номинация | [ 10 ]  |
| Премия Британской Академии в области телевидения                | 13 мая 2018                  | Момент, который нужно обязательно посмотреть на Virgin TV                                                                    | «Визерион убит Королём Ночи» | Номинация | [ 11 ]  |
| Премия Британской Академии в области телевидения                | 31 июля 2020                 | Момент, который нужно обязательно посмотреть на Virgin TV                                                                    | «Арья убивает Короля Ночи» | Номинация | [ 12 ]  |
| Премия Гильдии киноактёров США                                  | 29 января 2012               | Лучший каскадёрский ансамбль в телесериалах                                                                                  | Каскадёрский ансамбль первого сезона | Победа    | [ 13 ]  |
| Премия Гильдии киноактёров США                                  | 29 января 2012               | Лучший актёрский состав в драматическом сериале                                                                              | Актёрский состав первого сезона | Номинация | [ 13 ]  |
| Премия Гильдии киноактёров США                                  | 27 января 2013               | Лучший каскадёрский ансамбль в телесериалах                                                                                  | Каскадёрский ансамбль второго сезона | Победа    | [ 14 ]  |
| Премия Гильдии киноактёров США                                  | 18 января 2014               | Лучший каскадёрский ансамбль в телесериалах                                                                                  | Каскадёрский ансамбль третьего сезона | Победа    | [ 15 ]  |
| Премия Гильдии киноактёров США                                  | 18 января 2014               | Лучшая мужская роль в драматическом сериале                                                                                  | Питер Динклэйдж | Номинация | [ 15 ]  |
| Премия Гильдии киноактёров США                                  | 18 января 2014               | Лучший актёрский состав в драматическом сериале                                                                              | Актёрский состав третьего сезона | Номинация | [ 15 ]  |
| Премия Гильдии киноактёров США                                  | 25 января 2015               | Лучший каскадёрский ансамбль в телесериалах                                                                                  | Каскадёрский ансамбль четвёртого сезона | Победа    | [ 16 ]  |
| Премия Гильдии киноактёров США                                  | 25 января 2015               | Лучшая мужская роль в драматическом сериале                                                                                  | Питер Динклэйдж | Номинация | [ 16 ]  |
| Премия Гильдии киноактёров США                                  | 25 января 2015               | Лучший актёрский состав в драматическом сериале                                                                              | Актёрский состав четвёртого сезона | Номинация | [ 16 ]  |
| Премия Гильдии киноактёров США                                  | 30 января 2016               | Лучший каскадёрский ансамбль в телесериалах                                                                                  | Каскадёрский ансамбль пятого сезона | Победа    | [ 17 ]  |
| Премия Гильдии киноактёров США                                  | 30 января 2016               | Лучшая мужская роль в драматическом сериале                                                                                  | Питер Динклэйдж | Номинация | [ 17 ]  |
| Премия Гильдии киноактёров США                                  | 30 января 2016               | Лучший актёрский состав в драматическом сериале                                                                              | Актёрский состав пятого сезона | Номинация | [ 17 ]  |
| Премия Гильдии киноактёров США                                  | 29 января 2017               | Лучший каскадёрский ансамбль в телесериалах                                                                                  | Каскадёрский ансамбль шестого сезона | Победа    | [ 18 ]  |
| Премия Гильдии киноактёров США                                  | 29 января 2017               | Лучшая мужская роль в драматическом сериале                                                                                  | Питер Динклэйдж | Номинация | [ 18 ]  |
| Премия Гильдии киноактёров США                                  | 29 января 2017               | Лучший актёрский состав в драматическом сериале                                                                              | Актёрский состав шестого сезона | Номинация | [ 18 ]  |
| Премия Гильдии киноактёров США                                  | 21 января 2018               | Лучший каскадёрский ансамбль в телесериалах                                                                                  | Каскадёрский ансамбль седьмого сезона | Победа    | [ 19 ]  |
| Премия Гильдии киноактёров США                                  | 21 января 2018               | Лучшая мужская роль в драматическом сериале                                                                                  | Питер Динклэйдж | Номинация | [ 19 ]  |
| Премия Гильдии киноактёров США                                  | 21 января 2018               | Лучший актёрский состав в драматическом сериале                                                                              | Актёрский состав седьмого сезона | Номинация | [ 19 ]  |
| Премия Гильдии киноактёров США                                  | 19 января 2020               | Лучшая мужская роль в драматическом сериале                                                                                  | Питер Динклэйдж | Победа    | [ 20 ]  |
| Премия Гильдии киноактёров США                                  | 19 января 2020               | Лучший каскадёрский ансамбль в телесериалах                                                                                  | Каскадёрский ансамбль восьмого сезона | Победа    | [ 20 ]  |
| Премия Гильдии киноактёров США                                  | 19 января 2020               | Лучший актёрский состав в драматическом сериале                                                                              | Актёрский состав восьмого сезона | Номинация | [ 20 ]  |
| «Сатурн»                                                        | 26 июля 2012                 | Лучшая телепостановка | «Игра престолов» | Номинация | [ 21 ]  |
| «Сатурн»                                                        | 26 июля 2012                 | Лучший телеактёр | Шон Бин | Номинация | [ 21 ]  |
| «Сатурн»                                                        | 26 июля 2012                 | Лучшая телеактриса | Лина Хиди | Номинация | [ 21 ]  |
| «Сатурн»                                                        | 26 июля 2012                 | Лучший телеактёр второго плана                                                                                               | Кит Харингтон | Номинация | [ 21 ]  |
| «Сатурн»                                                        | 26 июня 2013                 | Лучшая телепостановка | «Игра престолов» | Номинация | [ 22 ]  |
| «Сатурн»                                                        | 26 июня 2014                 | Лучшая телепостановка | «Игра престолов» | Номинация | [ 23 ]  |
| «Сатурн»                                                        | 26 июня 2014                 | Лучший телеактёр второго плана                                                                                               | Николай Костер-Вальдау | Номинация | [ 23 ]  |
| «Сатурн»                                                        | 26 июня 2014                 | Лучшая телеактриса второго плана                                                                                             | Гвендолин Кристи | Номинация | [ 23 ]  |
| «Сатурн»                                                        | 26 июня 2014                 | Лучшая телеактриса второго плана                                                                                             | Мишель Фэрли | Номинация | [ 23 ]  |
| «Сатурн»                                                        | 26 июня 2014                 | Лучший молодой актёр или актриса телесериала                                                                                 | Джек Глисон | Номинация | [ 23 ]  |
| «Сатурн»                                                        | 25 июня 2015                 | Лучшая телепостановка | «Игра престолов» | Победа    | [ 24 ]  |
| «Сатурн»                                                        | 25 июня 2015                 | Лучший молодой актёр или актриса телесериала                                                                                 | Мэйси Уильямс | Победа    | [ 24 ]  |
| «Сатурн»                                                        | 25 июня 2015                 | Лучшая телеактриса второго плана                                                                                             | Эмилия Кларк | Номинация | [ 24 ]  |
| «Сатурн»                                                        | 22 июня 2016                 | Лучший телеактёр второго плана                                                                                               | Кит Харингтон | Номинация | [ 25 ]  |
| «Сатурн»                                                        | 22 июня 2016                 | Лучшая телеактриса второго плана                                                                                             | Лина Хиди | Номинация | [ 25 ]  |
| «Сатурн»                                                        | 22 июня 2016                 | Лучший молодой актёр или актриса телесериала                                                                                 | Бренок О’Коннор | Номинация | [ 25 ]  |
| «Сатурн»                                                        | 22 июня 2016                 | Лучший молодой актёр или актриса телесериала                                                                                 | Мэйси Уильямс | Номинация | [ 25 ]  |
| «Сатурн»                                                        | 22 июня 2016                 | Лучший телесериал в жанре фэнтези                                                                                            | «Игра престолов» | Номинация | [ 25 ]  |
| «Сатурн»                                                        | 28 июня 2017                 | Лучший телесериал в жанре фэнтези                                                                                            | «Игра престолов» | Номинация | [ 26 ]  |
| «Сатурн»                                                        | 28 июня 2017                 | Лучшая телеактриса | Лина Хиди | Номинация | [ 26 ]  |
| «Сатурн»                                                        | 28 июня 2017                 | Лучший телеактёр второго плана                                                                                               | Кит Харингтон | Номинация | [ 26 ]  |
| «Сатурн»                                                        | 27 июня 2018                 | Лучший телесериал в жанре фэнтези                                                                                            | «Игра престолов» | Номинация | [ 27 ]  |
| «Сатурн»                                                        | 27 июня 2018                 | Лучшая телеактриса | Лина Хиди | Номинация | [ 27 ]  |
| «Сатурн»                                                        | 27 июня 2018                 | Лучший телеактёр второго плана                                                                                               | Николай Костер-Вальдау | Номинация | [ 27 ]  |
| «Сатурн»                                                        | 27 июня 2018                 | Лучший телеактёр второго плана                                                                                               | Кит Харингтон | Номинация | [ 27 ]  |
| «Сатурн»                                                        | 13 сентября 2019             | Лучший телесериал в жанре фэнтези                                                                                            | «Игра престолов» | Победа    | [ 28 ]  |
| «Сатурн»                                                        | 13 сентября 2019             | Лучшая телеактриса | Эмилия Кларк | Победа    | [ 28 ]  |
| «Сатурн»                                                        | 13 сентября 2019             | Лучший телеактёр второго плана                                                                                               | Питер Динклэйдж | Победа    | [ 28 ]  |
| «Сатурн»                                                        | 13 сентября 2019             | Лучший молодой актёр или актриса телесериала                                                                                 | Мэйси Уильямс | Победа    | [ 28 ]  |
| «Сатурн»                                                        | 13 сентября 2019             | Лучший телеактёр второго плана                                                                                               | Кит Харингтон | Номинация | [ 28 ]  |
| «Сатурн»                                                        | 13 сентября 2019             | Лучший телеактёр второго плана                                                                                               | Николай Костер-Вальдау | Номинация | [ 28 ]  |
| «Сатурн»                                                        | 13 сентября 2019             | Лучшая телеактриса второго плана                                                                                             | Гвендолин Кристи | Номинация | [ 28 ]  |
| «Сатурн»                                                        | 13 сентября 2019             | Лучшая телеактриса второго плана                                                                                             | Лина Хиди | Номинация | [ 28 ]  |
| «Сатурн»                                                        | 13 сентября 2019             | Лучшая телеактриса второго плана                                                                                             | Софи Тёрнер | Номинация | [ 28 ]  |
| Премия Австралийского фестиваля эффектов и анимации             | 16 августа 2017              | Лучшие визуальные эффекты в телесериале                                                                                      | Rodeo FX | Победа    | [ 29 ]  |
| Премия Американского института киноискусства                    | 11 декабря 2011              | 10 лучших телевизионных программ года                                                                                        | «Игра престолов» | Победа    | [ 30 ]  |
| Премия Американского института киноискусства                    | 10 декабря 2012              | 10 лучших телевизионных программ года                                                                                        | «Игра престолов» | Победа    | [ 31 ]  |
| Премия Американского института киноискусства                    | 9 декабря 2013               | 10 лучших телевизионных программ года                                                                                        | «Игра престолов» | Победа    | [ 32 ]  |
| Премия Американского института киноискусства                    | 8 декабря 2014               | 10 лучших телевизионных программ года                                                                                        | «Игра престолов» | Победа    | [ 33 ]  |
| Премия Американского института киноискусства                    | 16 декабря 2015              | 10 лучших телевизионных программ года                                                                                        | «Игра престолов» | Победа    | [ 34 ]  |
| Премия Американского института киноискусства                    | 8 декабря 2016               | 10 лучших телевизионных программ года                                                                                        | «Игра престолов» | Победа    | [ 35 ]  |
| Премия Американского института киноискусства                    | 7 декабря 2017               | 10 лучших телевизионных программ года                                                                                        | «Игра престолов» | Победа    | [ 36 ]  |
| Премия Американского института киноискусства                    | 4 декабря 2019               | 10 лучших телевизионных программ года                                                                                        | «Игра престолов» | Победа    | [ 37 ]  |
| Премия Американской ассоциации монтажёров                       | 18 февраля 2012              | Лучший монтаж часового сериала для некоммерческого телевидения                                                               | Фрэнсис Паркер (эпизод «Бейелор») | Номинация | [ 38 ]  |
| Премия Американской ассоциации монтажёров                       | 7 февраля 2014               | Лучший монтаж часового сериала для некоммерческого телевидения                                                               | Орал Норри Отти (эпизод «Рейны из Кастамере») | Номинация | [ 39 ]  |
| Премия Американской ассоциации монтажёров                       | 29 января 2016               | Лучший монтаж часового сериала для некоммерческого телевидения                                                               | Кэти Вейланд (эпизод «Танец драконов») | Номинация | [ 40 ]  |
| Премия Американской ассоциации монтажёров                       | 29 января 2016               | Лучший монтаж часового сериала для некоммерческого телевидения                                                               | Тим Портер (эпизод «Суровый Дом») | Номинация | [ 40 ]  |
| Премия Американской ассоциации монтажёров                       | 27 января 2017               | Лучший монтаж часового сериала для некоммерческого телевидения                                                               | Тим Портер (эпизод «Битва бастардов») | Победа    | [ 41 ]  |
| Премия Американской ассоциации монтажёров                       | 26 января 2018               | Лучший монтаж драматического сериала для некоммерческого телевидения                                                         | Тим Портер (эпизод «За Стеной») | Номинация | [ 42 ]  |
| Премия Американской ассоциации монтажёров                       | 17 января 2020               | Лучший монтаж драматического сериала для некоммерческого телевидения                                                         | Тим Портер (эпизод «Долгая Ночь») | Победа    | [ 43 ]  |
| Премия Американского общества кинооператоров                    | 10 февраля 2013              | Выдающиеся достижения в области операторской работы в часовом телесериале                                                    | Крамер Моргентау (эпизод «Север помнит») | Победа    | [ 44 ]  |
| Премия Американского общества кинооператоров                    | 1 февраля 2014               | Выдающиеся достижения в области операторской работы в часовом телесериале                                                    | Анетт Хельмигк (эпизод «Поцелованная огнём») | Номинация | [ 45 ]  |
| Премия Американского общества кинооператоров                    | 1 февраля 2014               | Выдающиеся достижения в области операторской работы в часовом телесериале                                                    | Джонатан Фримен (эпизод «Валар Дохаэрис») | Победа    | [ 46 ]  |
| Премия Американского общества кинооператоров                    | 15 февраля 2015              | Выдающиеся достижения в области операторской работы в обычном сериале                                                        | Фабиан Вагнер (эпизод «Пересмешник») | Номинация | [ 47 ]  |
| Премия Американского общества кинооператоров                    | 15 февраля 2015              | Выдающиеся достижения в области операторской работы в обычном сериале                                                        | Анетт Хельмигк (эпизод «Дети») | Номинация | [ 47 ]  |
| Премия Американского общества кинооператоров                    | 15 февраля 2016              | Выдающиеся достижения в области операторской работы в обычном сериале                                                        | Фабиан Вагнер (эпизод «Суровый Дом») | Номинация | [ 48 ]  |
| Премия Американского общества кинооператоров                    | 4 февраля 2017               | Выдающиеся достижения в области операторской работы в обычном сериале                                                        | Анетт Хельмигк (эпизод «Книга Неведомого») | Номинация | [ 49 ]  |
| Премия Американского общества кинооператоров                    | 4 февраля 2017               | Выдающиеся достижения в области операторской работы в обычном сериале                                                        | Фабиан Вагнер (эпизод «Битва бастардов») | Победа    | [ 49 ]  |
| Премия Американского общества кинооператоров                    | 17 февраля 2018              | Выдающиеся достижения в области операторской работы в эпизоде сериала для некоммерческого телевидения                        | Грегори Миддлтон (эпизод «Драконий Камень») | Номинация | [ 50 ]  |
| Премия Американского общества кинооператоров                    | 17 февраля 2018              | Выдающиеся достижения в области операторской работы в эпизоде сериала для некоммерческого телевидения                        | Роберт Маклахлен (эпизод «Трофеи войны») | Номинация | [ 50 ]  |
| «Энни»                                                          | 4 февраля 2017               | Выдающиеся достижения в области анимации персонажей в производстве игрового кино                                             | Николас Триподи, Дин Эллиотт, Джеймс Холлингворт и Мэтт Уивер (эпизод «Битва бастардов») | Номинация | [ 51 ]  |
| «Энни»                                                          | 3 февраля 2018               | Выдающиеся достижения в области анимации персонажей в производстве игрового кино                                             | Пол Стори, Тодд Лабонте, Мэтью Мунтян, Каджун Хилтон и Георгий Аревшатов (эпизод «За Стеной») | Номинация | [ 52 ]  |
| «Энни»                                                          | 25 января 2020               | Выдающиеся достижения в области анимации персонажей в производстве игрового кино                                             | Джейсон Снайман, Шейх Гафур, Майя Нойбиг, Майкл Сигел и Шери Фойтик (эпизод «Долгая Ночь») | Номинация | [ 53 ]  |
| Премия Ассоциации продюсеров кино и телевидения                 | 29 марта 2016                | Специальный приз | Пятый сезон | Победа    | [ 54 ]  |
| Премия Гильдии художников-постановщиков США                     | 4 февраля 2012               | Лучший художник-постановщик в телевизионном сериале, снятом одной камерой (часовой хронометраж)                              | Джемма Джексон (эпизод «Золотая корона») | Номинация | [ 55 ]  |
| Премия Гильдии художников-постановщиков США                     | 2 февраля 2013               | Лучший художник-постановщик в телевизионном сериале, снятом одной камерой (часовой хронометраж)                              | Джемма Джексон (эпизод «Призрак Харренхола») | Победа    | [ 56 ]  |
| Премия Гильдии художников-постановщиков США                     | 8 февраля 2014               | Лучший художник-постановщик в телевизионном сериале, снятом одной камерой (часовой хронометраж)                              | Джемма Джексон (эпизод «Валар Дохаэрис») | Победа    | [ 57 ]  |
| Премия Гильдии художников-постановщиков США                     | 31 января 2015               | Лучший художник-постановщик в фэнтезийном телевизионном сериале, снятом одной камерой (часовой хронометраж)                  | Дебора Райли (эпизоды «Законы богов и людей» и «Гора и Змей») | Победа    | [ 58 ]  |
| Премия Гильдии художников-постановщиков США                     | 31 января 2016               | Лучший художник-постановщик в фэнтезийном телевизионном сериале, снятом одной камерой (часовой хронометраж)                  | Дебора Райли (эпизоды «Его Воробейшество», «Непокорные, несгибаемые, несломленные» и «Суровый Дом») | Победа    | [ 59 ]  |
| Премия Гильдии художников-постановщиков США                     | 11 февраля 2017              | Лучший художник-постановщик в историческом или фэнтезийном телевизионном сериале, снятом одной камерой (часовой хронометраж) | Дебора Райли (эпизоды «Кровь моей крови», «Сломленный человек» и «Никто») | Номинация | [ 60 ]  |
| Премия Гильдии художников-постановщиков США                     | 27 января 2018               | Лучший художник-постановщик в историческом или фэнтезийном телевизионном сериале, снятом одной камерой (часовой хронометраж) | Дебора Райли (эпизоды «Драконий Камень», «Правосудие королевы» и «Восточный Дозор») | Победа    | [ 61 ]  |
| Премия Гильдии художников-постановщиков США                     | 1 февраля 2020               | Лучший художник-постановщик в историческом или фэнтезийном телевизионном сериале, снятом одной камерой (часовой хронометраж) | Дебора Райли (эпизод «Колокола») | Номинация | [ 62 ]  |
| Премия Американского общества композиторов, авторов и издателей | 28 июня 2012                 | Лучший телевизионный сериал                                                                                                  | Рамин Джавади | Победа    | [ 63 ]  |
| Премия Американского общества композиторов, авторов и издателей | 20 июня 2013                 | Лучший телевизионный сериал                                                                                                  | Рамин Джавади | Победа    | [ 64 ]  |
| Премия Азиатской академии творчества                            | 6—7 декабря 2018             | Лучшие визуальные или специальные эффекты                                                                                    | Джо Бауэр | Победа    | [ 65 ]  |
| Премия Ассоциации звукового кино                                | 17 апреля 2015               | Превосходство в звуке для телевизионной драмы                                                                                | Ронан Хилл, Джед М. Додж, Тим Киммел и Оннали Бланк (4-й сезон) | Номинация | [ 66 ]  |
| Премия Ассоциации звукового кино                                | 2 июля 2016                  | Превосходство в звуке для телевизионной драмы                                                                                | Ричард Дайер, Ронан Хилл, Пол Беркович, Тим Киммел и Оннали Бланк (5-й сезон) | Номинация | [ 67 ]  |
| Премия Ассоциации звукового кино                                | 12 февраля 2017              | Превосходство в звуке для телевизионной драмы                                                                                | Ричард Дайер, Ронан Хилл, Пол Беркович, Тим Киммел и Оннали Бланк | Номинация | [ 68 ]  |
| Премия Ассоциации звукового кино                                | 18 февраля 2018              | Превосходство в звуке для телевизионной драмы                                                                                | Ричард Дайер, Ронан Хилл, Пол Беркович, Тим Киммел и Оннали Бланк | Номинация | [ 69 ]  |
| Премия Австралийской ассоциации телевидения и радио по подписке | 21 июня 2012                 | Любимая программа — международная драма                                                                                      | Первый сезон | Победа    | [ 70 ]  |
| Премия Австралийской ассоциации телевидения и радио по подписке | 25 июля 2013                 | Любимая программа — международная драма                                                                                      | Второй сезон | Победа    | [ 71 ]  |
| Премия Австралийской ассоциации телевидения и радио по подписке | 20 марта 2014                | Любимая программа — международная драма                                                                                      | «Игра престолов» | Номинация | [ 72 ]  |
| Премия Австралийской ассоциации телевидения и радио по подписке | 12 марта 2015                | Самая выдающаяся драма — международная                                                                                       | Четвёртый сезон | Победа    | [ 73 ]  |
| Премия Австралийской академии кинематографа и телевидения       | 7 декабря 2016               | Лучшие визуальные эффекты или анимация                                                                                       | Джо Бауэр, Стив Куллбек, Гленн Меленхорст и Инеке Майор (эпизод «Битва бастардов») | Победа    | [ 74 ]  |
| Премия Австралийской академии кинематографа и телевидения       | 7 декабря 2016               | Лучшие визуальные эффекты или анимация                                                                                       | Джо Бауэр, Стив Куллбек, Сэм Конвей, Хьюберт Мастон и Энтони Смит (эпизод «Ветра зимы») | Номинация | [ 74 ]  |
| Премия Австралийской академии кинематографа и телевидения       | 6 декабря 2017               | Лучшие визуальные эффекты или анимация                                                                                       | Джо Бауэр, Стив Куллбек, Гленн Меленхорст, Инеке Майор и Джош Симмондс (эпизод «Трофеи войны») | Победа    | [ 75 ]  |
| Премия Австралийской гильдии художников-постановщиков           | 7 ноября 2016                | Дизайн визуальных эффектов                                                                                                   | Iloura (эпизод «Битва бастардов») | Победа    | [ 76 ]  |
| Премия Австралийской гильдии художников-постановщиков           | 7 ноября 2016                | Дизайн телевизионной драмы                                                                                                   | Дебора Райли | Победа    | [ 76 ]  |
| Премия Британской Академии в области телевизионного искусства   | 22 апреля 2018               | Лучший дизайн костюмов | Мишель Клэптон | Победа    | [ 77 ]  |
| Премия Британской Академии в области телевизионного искусства   | 22 апреля 2018               | Лучшая работа художника-постановщика                                                                                         | Дебора Райли и Роб Кэмерон | Победа    | [ 77 ]  |
| Премия Британской Академии в области телевизионного искусства   | 22 апреля 2018               | Специальный приз | «Игра престолов» | Победа    | [ 77 ]  |
| Премия Британской Академии в области телевизионного искусства   | 17 июля 2020                 | Лучший дизайн костюмов | Мишель Клэптон | Номинация | [ 78 ]  |
| Телевизионный фестиваль в Банфе                                 | 12—15 июня 2016              | Лучший научно-фантастический, боевик и фэнтезийный сериал                                                                    | «Игра престолов» | Победа    | [ 79 ]  |
| «Золотые блоги»                                                 | 26 марта 2017                | Лучшая женская роль в сериале                                                                                                | Лина Хиди | Номинация | [ 80 ]  |
| Премия Британской гильдии кинодизайнеров                        | 28 января 2017               | Лучшая работа художника-постановщика в международной телевизионной драме, включая мини-сериал                                | «Игра престолов» | Победа    | [ 81 ]  |
| Премия Британских сценаристов                                   | 17 сентября 2017             | Премия за достижения всей жизни                                                                                              | Джордж Р. Р. Мартин | Победа    | [ 82 ]  |
| Премия Британского общества кинооператоров                      | 22 июля 2012                 | Лучшая операторская работа в телевизионной драме                                                                             | Сэм Маккёрди (эпизод «Черноводная») | Номинация | [ 83 ]  |
| Премия Британского общества кинооператоров                      | 22 июля 2012                 | Премия «Лучшая операторская работа в телевизионной драме»                                                                    | Сэм Маккёрди (эпизод «Черноводная») | Номинация | [ 84 ]  |
| Премия Британского общества кинооператоров                      | 19 июля 2015                 | Премия операторов — телевизионная драма                                                                                      | Дэвид Морган, Шон Сэвидж, Бен Уилсон и Дэвид Уорли | Победа    | [ 85 ]  |
| Премия Британского общества кинооператоров                      | 19 июля 2015                 | Премия операторов — телевизионная драма                                                                                      | Дэвид Морган, Шон Сэвидж, Бен Уилсон и Дэвид Уорли | Победа    | [ 86 ]  |
| Премия Британского общества кинооператоров                      | 19 июля 2015                 | Лучшая операторская работа в телевизионной драме                                                                             | Фабиан Вагнер (эпизод «Суровый дом») | Номинация | [ 83 ]  |
| Премия Британского общества кинооператоров                      | 19 июля 2015                 | Премия «Лучшая операторская работа в телевизионной драме»                                                                    | Фабиан Вагнер (эпизод «Суровый дом») | Номинация | [ 84 ]  |
| Премия Британского общества кинооператоров                      | 2 декабря 2016               | Лучшая операторская работа в телевизионной драме                                                                             | Фабиан Вагнер (эпизод «Ветра зимы») | Номинация | [ 83 ]  |
| Премия Британского общества кинооператоров                      | 2 декабря 2016               | Премия «Лучшая операторская работа в телевизионной драме»                                                                    | Фабиан Вагнер (эпизод «Ветра зимы») | Номинация | [ 84 ]  |
| Премия Британского общества кинооператоров                      | 2 декабря 2016               | Премия операторов — телевизионная драма                                                                                      | Шон Сэвидж, Дэвид Морган и Джон Фергюсон (эпизод «Битва бастардов») | Номинация | [ 85 ]  |
| Премия Британского общества кинооператоров                      | 2 декабря 2016               | Премия операторов — телевизионная драма                                                                                      | Шон Сэвидж, Дэвид Морган и Джон Фергюсон (эпизод «Битва бастардов») | Номинация | [ 86 ]  |
| Премия Британского общества кинооператоров                      | 15 июля 2017                 | Премия операторов — телевизионная драма                                                                                      | Крис Плевин (эпизод «Трофеи войны») | Номинация | [ 86 ]  |
| Премия Британского общества кинооператоров                      | 15 февраля 2019              | Премия операторов — телевизионная драма                                                                                      | Шон Сэвидж (эпизод «Колокола») | Номинация | [ 86 ]  |
| «Выбор телевизионных критиков»                                  | 20 июня 2011                 | Лучший драматический сериал                                                                                                  | «Игра престолов» | Номинация | [ 87 ]  |
| «Выбор телевизионных критиков»                                  | 18 июня 2012                 | Лучшая мужская роль второго плана в драматическом сериале                                                                    | Питер Динклейдж | Номинация | [ 88 ]  |
| «Выбор телевизионных критиков»                                  | 18 июня 2012                 | Лучший драматический сериал                                                                                                  | «Игра престолов» | Номинация | [ 88 ]  |
| «Выбор телевизионных критиков»                                  | 10 июня 2013                 | Лучший драматический сериал                                                                                                  | «Игра престолов» | Победа    | [ 89 ]  |
| «Выбор телевизионных критиков»                                  | 10 июня 2013                 | Лучший приглашённый исполнитель в драматическом сериале                                                                      | Дайана Ригг | Номинация | [ 89 ]  |
| «Выбор телевизионных критиков»                                  | 10 июня 2013                 | Лучшая мужская роль второго плана в драматическом сериале                                                                    | Николай Костер-Вальдау | Номинация | [ 89 ]  |
| «Выбор телевизионных критиков»                                  | 10 июня 2013                 | Лучшая женская роль второго плана в драматическом сериале                                                                    | Эмилия Кларк | Номинация | [ 89 ]  |
| «Выбор телевизионных критиков»                                  | 19 июня 2014                 | Лучший драматический сериал                                                                                                  | «Игра престолов» | Номинация | [ 90 ]  |
| «Выбор телевизионных критиков»                                  | 19 июня 2014                 | Лучший приглашённый исполнитель в драматическом сериале                                                                      | Дайана Ригг | Номинация | [ 90 ]  |
| «Выбор телевизионных критиков»                                  | 31 мая 2015                  | Лучший драматический сериал                                                                                                  | «Игра престолов» | Номинация | [ 91 ]  |
| «Выбор телевизионных критиков»                                  | 31 мая 2015                  | Самое захватывающее шоу | «Игра престолов» | Номинация | [ 91 ]  |
| «Выбор телевизионных критиков»                                  | 17 января 2016               | Самое захватывающее шоу | «Игра престолов» | Номинация | [ 92 ]  |
| «Выбор телевизионных критиков»                                  | 11 декабря 2016              | Лучший драматический сериал                                                                                                  | «Игра престолов» | Победа    | [ 93 ]  |
| «Выбор телевизионных критиков»                                  | 11 декабря 2016              | Лучшая мужская роль второго плана в драматическом сериале                                                                    | Питер Динклейдж | Номинация | [ 93 ]  |
| «Выбор телевизионных критиков»                                  | 11 декабря 2016              | Лучшая мужская роль второго плана в драматическом сериале                                                                    | Кит Харингтон | Номинация | [ 93 ]  |
| «Выбор телевизионных критиков»                                  | 11 декабря 2016              | Лучшая женская роль второго плана в драматическом сериале                                                                    | Эмилия Кларк | Номинация | [ 93 ]  |
| «Выбор телевизионных критиков»                                  | 11 декабря 2016              | Лучшая женская роль второго плана в драматическом сериале                                                                    | Лина Хиди | Номинация | [ 93 ]  |
| «Выбор телевизионных критиков»                                  | 11 декабря 2016              | Самое захватывающее шоу | «Игра престолов» | Номинация | [ 93 ]  |
| «Выбор телевизионных критиков»                                  | 11 января 2018               | Лучший драматический сериал                                                                                                  | «Игра престолов» | Номинация | [ 94 ]  |
| «Выбор телевизионных критиков»                                  | 11 января 2018               | Лучшая женская роль второго плана в драматическом сериале                                                                    | Эмилия Кларк | Номинация | [ 94 ]  |
| «Выбор телевизионных критиков»                                  | 11 января 2018               | Лучшая мужская роль второго плана в драматическом сериале                                                                    | Питер Динклэйдж | Номинация | [ 94 ]  |
| «Выбор телевизионных критиков»                                  | 12 января 2020               | Лучший драматический сериал                                                                                                  | «Игра престолов» | Номинация | [ 95 ]  |
| «Выбор телевизионных критиков»                                  | 12 января 2020               | Лучшая мужская роль в драматическом сериале                                                                                  | Кит Харингтон | Номинация | [ 95 ]  |
| «Выбор телевизионных критиков»                                  | 12 января 2020               | Лучшая мужская роль второго плана в драматическом сериале                                                                    | Питер Динклэйдж | Номинация | [ 95 ]  |
| «Выбор телевизионных критиков»                                  | 12 января 2020               | Лучшая женская роль второго плана в драматическом сериале                                                                    | Гвендолин Кристи | Номинация | [ 95 ]  |
| Премия Канадского общества кинооператоров                       | 28 марта 2015                | Лучшая операторская работа в телесериале                                                                                     | Роберт Маклахлен | Номинация | [ 96 ]  |
| Премия Канадского общества кинооператоров                       | 2 апреля 2016                | Лучшая операторская работа в телесериале                                                                                     | Роберт Маклахлен | Победа    | [ 97 ]  |
| Премия Канадского общества кинооператоров                       | 2 апреля 2016                | Лучшая операторская работа в телесериале                                                                                     | Грегори Миддлтон | Номинация | [ 97 ]  |
| Премия Канадского общества кинооператоров                       | 1 апреля 2017                | Лучшая операторская работа в телесериале                                                                                     | Грегори Миддлтон | Номинация | [ 98 ]  |
| Премия Американского общества специалистов по кастингу          | 26 сентября 2011             | Выдающиеся достижения в кастинге — телевизионный пилот — драма                                                               | Нина Голд | Номинация | [ 99 ]  |
| Премия Американского общества специалистов по кастингу          | 26 сентября 2011             | Выдающиеся достижения в кастинге — телевизионный сериал — драма                                                              | Нина Голд | Номинация | [ 99 ]  |
| Премия Американского общества специалистов по кастингу          | 29 октября 2012              | Выдающиеся достижения в кастинге — телевизионный сериал — драма                                                              | Нина Голд | Номинация | [ 100 ] |
| Премия Американского общества специалистов по кастингу          | 18 ноября 2013               | Выдающиеся достижения в кастинге — телевизионный сериал — драма                                                              | Нина Голд | Номинация | [ 101 ] |
| Премия Американского общества специалистов по кастингу          | 22 января 2015               | Выдающиеся достижения в кастинге — телевизионный сериал — драма                                                              | Нина Голд | Номинация | [ 102 ] |
| Премия Американского общества специалистов по кастингу          | 21 января 2016               | Выдающиеся достижения в кастинге — телевизионный сериал — драма                                                              | Нина Голд | Победа    | [ 103 ] |
| Премия Американского общества специалистов по кастингу          | 19 января 2017               | Выдающиеся достижения в кастинге — телевизионный сериал — драма                                                              | Нина Голд, Роберт Стерн, Карла Стронге | Номинация | [ 104 ] |
| Премия Американского общества специалистов по кастингу          | 31 января 2019               | Выдающиеся достижения в кастинге — телевизионный сериал — драма                                                              | Нина Голд, Роберт Стерн, Карла Стронге | Номинация | [ 105 ] |
| Премия Американского общества специалистов по кастингу          | 30 января 2020               | Выдающиеся достижения в кастинге — телевизионный сериал — драма                                                              | Нина Голд, Роберт Стерн, Карла Стронге | Победа    | [ 106 ] |
| Премия Союза звукорежиссёров                                    | 19 февраля 2012              | Выдающиеся достижения в микшировании звука для телевизионных сериалов — один час                                             | Ронан Хилл, Марк Тейлор (эпизод «Бейелор») | Номинация | [ 107 ] |
| Премия Союза звукорежиссёров                                    | 16 февраля 2013              | Выдающиеся достижения в микшировании звука для телевизионных сериалов — один час                                             | Ронан Хилл, Оннали Бланк, Мэтью Уотерс и Бретт Восс (эпизод «Черноводная») | Номинация | [ 108 ] |
| Премия Союза звукорежиссёров                                    | 22 февраля 2014              | Выдающиеся достижения в микшировании звука для телевизионных сериалов — один час                                             | Ронан Хилл, Ричард Дайер, Оннали Бланк, Мэтью Уотерс и Бретт Восс (эпизод «Рейны из Кастамере») | Победа    | [ 109 ] |
| Премия Союза звукорежиссёров                                    | 14 февраля 2015              | Выдающиеся достижения в микшировании звука для телевизионных сериалов — один час                                             | Ронан Хилл, Ричард Дайер, Оннали Бланк, Мэтью Уотерс и Бретт Восс (эпизод «Дети») | Победа    | [ 110 ] |
| Премия Союза звукорежиссёров                                    | 20 февраля 2016              | Выдающиеся достижения в микшировании звука для телевизионных сериалов — один час                                             | Ронан Хилл, Ричард Дайер, Оннали Бланк, Мэтью Уотерс и Бретт Восс (эпизод «Суровый Дом») | Победа    | [ 111 ] |
| Премия Союза звукорежиссёров                                    | 18 февраля 2017              | Выдающиеся достижения в микшировании звука для телевизионных сериалов — один час                                             | Ронан Хилл, Ричард Дайер, Оннали Бланк, Мэтью Уотерс и Бретт Восс (эпизод «Битва бастардов») | Победа    | [ 112 ] |
| Премия Союза звукорежиссёров                                    | 24 февраля 2018              | Выдающиеся достижения в микшировании звука для телевизионных сериалов — один час                                             | Ронан Хилл, Ричард Дайер, Оннали Бланк, Мэтью Уотерс и Бретт Восс (эпизод «За Стеной») | Победа    | [ 113 ] |
| Премия Союза звукорежиссёров                                    | 25 января 2020               | Выдающиеся достижения в микшировании звука для телевизионных сериалов — один час                                             | Ронан Хилл, Саймон Керр, Дэниел Кроули, Оннали Бланк, Мэтью Уотерс и Бретт Восс (эпизод «Колокола») | Победа    | [ 114 ] |
| «Киноэйфория»                                                   | 13 января 2020               | Заслуга | «Игра престолов» | Победа    | [ 115 ] |
| Премия Гильдии художников по костюмам                           | 21 февраля 2012              | Лучший исторический/фэнтезийный телевизионный сериал                                                                         | Мишель Клэптон | Номинация | [ 116 ] |
| Премия Гильдии художников по костюмам                           | 19 февраля 2013              | Лучший исторический/фэнтезийный телевизионный сериал                                                                         | Мишель Клэптон | Номинация | [ 117 ] |
| Премия Гильдии художников по костюмам                           | 22 февраля 2014              | Лучший исторический/фэнтезийный телевизионный сериал                                                                         | Мишель Клэптон | Номинация | [ 118 ] |
| Премия Гильдии художников по костюмам                           | 17 февраля 2015              | Лучший исторический/фэнтезийный телевизионный сериал                                                                         | Мишель Клэптон | Победа    | [ 119 ] |
| Премия Гильдии художников по костюмам                           | 23 февраля 2016              | Лучший фэнтезийный телевизионный сериал                                                                                      | Мишель Клэптон | Победа    | [ 120 ] |
| Премия Гильдии художников по костюмам                           | 21 февраля 2017              | Лучший фэнтезийный телевизионный сериал                                                                                      | Мишель Клэптон, Эйприл Ферри | Победа    | [ 121 ] |
| Премия Гильдии художников по костюмам                           | 20 февраля 2018              | Превосходство в научно-фантастическом/фэнтезийном телевидении                                                                | Мишель Клэптон | Победа    | [ 122 ] |
| Премия Гильдии художников по костюмам                           | 28 января 2020               | Превосходство в научно-фантастическом/фэнтезийном телевидении                                                                | Мишель Клэптон (эпизод «Железный Трон») | Победа    | [ 123 ] |
| Премия Гильдии режиссёров США                                   | 28 января 2012               | Лучшая режиссёрская работа — драматический сериал                                                                            | Тим Ван Паттен (эпизод «Зима близко») | Номинация | [ 124 ] |
| Премия Гильдии режиссёров США                                   | 25 января 2014               | Лучшая режиссёрская работа — драматический сериал                                                                            | Дэвид Наттер (эпизод «Рейны из Кастамере») | Номинация | [ 125 ] |
| Премия Гильдии режиссёров США                                   | 7 февраля 2015               | Лучшая режиссёрская работа — драматический сериал                                                                            | Алекс Грейвз (эпизод «Дети») | Номинация | [ 126 ] |
| Премия Гильдии режиссёров США                                   | 6 февраля 2016               | Лучшая режиссёрская работа — драматический сериал                                                                            | Дэвид Наттер (эпизод «Милосердие Матери») | Победа    | [ 127 ] |
| Премия Гильдии режиссёров США                                   | 4 февраля 2017               | Лучшая режиссёрская работа — драматический сериал                                                                            | Мигель Сапочник (эпизод «Битва бастардов») | Победа    | [ 128 ] |
| Премия Гильдии режиссёров США                                   | 3 февраля 2018               | Лучшая режиссёрская работа — драматический сериал                                                                            | Джереми Подесва (эпизод «Дракон и Волк») | Номинация | [ 129 ] |
| Премия Гильдии режиссёров США                                   | 3 февраля 2018               | Лучшая режиссёрская работа — драматический сериал                                                                            | Мэтт Шекман (эпизод «Трофеи войны») | Номинация | [ 129 ] |
| Премия Гильдии режиссёров США                                   | 3 февраля 2018               | Лучшая режиссёрская работа — драматический сериал                                                                            | Алан Тейлор (эпизод «За Стеной») | Номинация | [ 129 ] |
| Премия Гильдии режиссёров США                                   | 25 января 2020               | Лучшая режиссёрская работа — драматический сериал                                                                            | Дэвид Наттер (эпизод «Последние из Старков») | Номинация | [ 130 ] |
| Премия Гильдии режиссёров США                                   | 25 января 2020               | Лучшая режиссёрская работа — драматический сериал                                                                            | Мигель Сапочник (эпизод «Долгая Ночь») | Номинация | [ 130 ] |
| Прайм-таймовая премия «Эмми»                                    | 18 сентября 2011             | Лучшая мужская роль второго плана в драматическом сериале                                                                    | Питер Динклэйдж (роль Тириона Ланнистера) | Победа    | [ 131 ] |
| Прайм-таймовая премия «Эмми»                                    | 18 сентября 2011             | Лучший дизайн заставки | Энгус Уолл, Роберт Фенг, Кирк Шинтани и Хамид Шаукат | Победа    | [ 131 ] |
| Прайм-таймовая премия «Эмми»                                    | 18 сентября 2011             | Лучшая режиссура драматического сериала                                                                                      | Тим Ван Паттен (эпизод «Зима близко») | Номинация | [ 131 ] |
| Прайм-таймовая премия «Эмми»                                    | 18 сентября 2011             | Лучший сценарий драматического сериала                                                                                       | Дэвид Бениофф и Д. Б. Уайсс (эпизод «Бейелор») | Номинация | [ 131 ] |
| Прайм-таймовая премия «Эмми»                                    | 18 сентября 2011             | Лучшая координация трюков в драматическом сериале, мини-сериале или фильме                                                   | Пол Дженнингс (эпизод «Волк и Лев») | Номинация | [ 131 ] |
| Прайм-таймовая премия «Эмми»                                    | 18 сентября 2011             | Лучшие специальные визуальные эффекты в сериале                                                                              | Рафаэль Морант, Адам Макиннес, Грэм Хиллз, Люси Эйнсворт-Тейлор, Стюарт Брисдон, Дэмиен Масе, Генри Бэджетт и Анджела Барсон (эпизод «Пламя и кровь»)                                                                                   | Номинация | [ 131 ] |
| Прайм-таймовая премия «Эмми»                                    | 18 сентября 2011             | Лучший звуковой монтаж комедийного или драматического сериала (один час или более)                                           | Робин Куинн, Стив Фэнаган, Эоган Макдоннелл, Джон Стивенсон, Тим Хэндс, Стефан Хенрикс, Каоимхе Дойл, Мишель Маккормак и Энди Кеннеди (эпизод «Золотая корона»)                                                                         | Номинация | [ 131 ] |
| Прайм-таймовая премия «Эмми»                                    | 18 сентября 2011             | Лучший сложный грим в сериале, мини-сериале, фильме или специальной программе                                                | Пол Энгелен и Конор О’Салливан (эпизод «Золотая корона») | Номинация | [ 131 ] |
| Прайм-таймовая премия «Эмми»                                    | 18 сентября 2011             | Лучший грим в сериале, снятом одной камерой (несложный)                                                                      | Пол Энгелен и Мелисса Лакерстин (эпизод «Зима близко») | Номинация | [ 131 ] |
| Прайм-таймовая премия «Эмми»                                    | 18 сентября 2011             | Лучшие причёски в сериале, снятом одной камерой                                                                              | Кевин Александр и Кэндис Бэнкс (эпизод «Золотая корона») | Номинация | [ 131 ] |
| Прайм-таймовая премия «Эмми»                                    | 18 сентября 2011             | Лучшие костюмы в сериале | Мишель Клэптон и Рейчел Уэбб-Крози (эпизод «Острый конец») | Номинация | [ 131 ] |
| Прайм-таймовая премия «Эмми»                                    | 18 сентября 2011             | Лучший кастинг в драматическом сериале                                                                                       | Нина Голд и Роберт Стерн | Номинация | [ 131 ] |
| Прайм-таймовая премия «Эмми»                                    | 18 сентября 2011             | Лучший драматический сериал                                                                                                  | Винс Джерардис, Фрэнк Долгер, Ральф Вичинанца, Марк Хаффам, Дэвид Бениофф, Кэролайн Штраус, Джордж Р. Р. Мартин, Гаймон Касади и Д. Б. Уайсс                                                                                            | Номинация | [ 131 ] |
| Прайм-таймовая премия «Эмми»                                    | 23 сентября 2012             | Лучшая работа художника-постановщика в сериале, снятом одной камерой                                                         | Джемма Джексон, Фрэнк Уолш и Тина Джонс (эпизоды «Человек без чести», «Призрак Харренхола» и «Костяной Сад») | Победа    | [ 132 ] |
| Прайм-таймовая премия «Эмми»                                    | 23 сентября 2012             | Лучшие костюмы в сериале | Мишель Клэптон, Александр Фордэм и Хлоя Обри (эпизод «Принц Винтерфелла») | Победа    | [ 132 ] |
| Прайм-таймовая премия «Эмми»                                    | 23 сентября 2012             | Лучший грим в сериале, снятом одной камерой (несложный)                                                                      | Пол Энгелен и Мелисса Лакерстин (эпизод «Старые Боги и Новые») | Победа    | [ 132 ] |
| Прайм-таймовая премия «Эмми»                                    | 23 сентября 2012             | Лучший звуковой монтаж комедийного или драматического сериала (один час или более)                                           | Питер Браун, Кира Росслер, Тим Хэндс, Пол Аулицино, Стивен П. Робинсон, Ванесса Лапато, Бретт Восс, Джеймс Мориана, Джеффри Уилхойт и Дэвид Клотц (эпизод «Черноводная»)                                                                | Победа    | [ 132 ] |
| Прайм-таймовая премия «Эмми»                                    | 23 сентября 2012             | Лучший звук в комедийном или драматическом сериале (один час или более)                                                      | Мэтью Уотерс, Оннали Бланк, Ронан Хилл и Мервин Мур (эпизод «Черноводная») | Победа    | [ 132 ] |
| Прайм-таймовая премия «Эмми»                                    | 23 сентября 2012             | Лучшие специальные визуальные эффекты                                                                                        | Райнер Гомбос, Юри Станоссек, Свен Мартин, Стив Куллбек, Ян Фидлер, Крис Стеннер, Тобиас Манневиц, Тило Эверс и Адам Чейзен (эпизод «Валар Моргулис»)                                                                                   | Победа    | [ 132 ] |
| Прайм-таймовая премия «Эмми»                                    | 23 сентября 2012             | Лучшая мужская роль второго плана в драматическом сериале                                                                    | Питер Динклэйдж (роль Тириона Ланнистера) | Номинация | [ 132 ] |
| Прайм-таймовая премия «Эмми»                                    | 23 сентября 2012             | Лучший кастинг в драматическом сериале                                                                                       | Нина Голд и Роберт Стерн | Номинация | [ 132 ] |
| Прайм-таймовая премия «Эмми»                                    | 23 сентября 2012             | Лучшие причёски в сериале, снятом одной камерой                                                                              | Кевин Александр, Кэндис Бэнкс, Розалия Кулора и Гэри Мачин (эпизод «Старые Боги и Новые») | Номинация | [ 132 ] |
| Прайм-таймовая премия «Эмми»                                    | 23 сентября 2012             | Лучший сложный грим в сериале, мини-сериале, фильме или специальной программе                                                | Пол Энгелен, Конор О’Салливан и Роб Трентон (эпизод «Валар Моргулис») | Номинация | [ 132 ] |
| Прайм-таймовая премия «Эмми»                                    | 23 сентября 2012             | Лучший драматический сериал                                                                                                  | Дэвид Бениофф, Д. Б. Уайсс, Фрэнк Долгер, Кэролайн Штраус, Джордж Р. Р. Мартин, Ванесса Тейлор, Алан Тейлор, Гаймон Касади, Винс Джерардис и Бернадетт Колфилд                                                                          | Номинация | [ 132 ] |
| Прайм-таймовая премия «Эмми»                                    | 22 сентября 2013             | Лучший грим в сериале, снятом одной камерой (несложный)                                                                      | Пол Энгелен и Мелисса Лакерстин (эпизод «Поцелованная огнём») | Победа    | [ 133 ] |
| Прайм-таймовая премия «Эмми»                                    | 22 сентября 2013             | Лучшие специальные визуальные эффекты                                                                                        | Дуг Кэмпбелл, Зейнер Гомбос, Юри Станоссек, Свен Мартин, Стив Куллбек, Ян Фидлер, Крис Стеннер, Тобиас Манневиц, Тило Эверс и Адам Чейзен (эпизод «Валар Дохаэрис»)                                                                     | Победа    | [ 133 ] |
| Прайм-таймовая премия «Эмми»                                    | 22 сентября 2013             | Лучшая операторская работа в сериале, снятом одной камерой (один час или более)                                              | Роберт Маклахлан (эпизод «Мать») | Номинация | [ 133 ] |
| Прайм-таймовая премия «Эмми»                                    | 22 сентября 2013             | Лучшие костюмы в сериале | Мишель Клэптон, Александр Фордэм и Хлоя Обри (эпизод «Стезя страданий») | Номинация | [ 133 ] |
| Прайм-таймовая премия «Эмми»                                    | 22 сентября 2013             | Лучшие причёски в сериале, снятом одной камерой                                                                              | Кевин Александр, Кэндис Бэнкс, Розалия Кулора и Гэри Мачин (эпизод «Младшие Сыны») | Номинация | [ 133 ] |
| Прайм-таймовая премия «Эмми»                                    | 22 сентября 2013             | Лучший сложный грим в сериале, мини-сериале, фильме или специальной программе                                                | Пол Энгелен, Конор О’Салливан и Роб Трентон (эпизод «Валар Дохаэрис») | Номинация | [ 133 ] |
| Прайм-таймовая премия «Эмми»                                    | 22 сентября 2013             | Лучшая работа художника-постановщика в сериале, снятом одной камерой                                                         | Джемма Джексон, Фрэнк Уолш и Тина Джонс (эпизод «Валар Дохаэрис») | Номинация | [ 133 ] |
| Прайм-таймовая премия «Эмми»                                    | 22 сентября 2013             | Лучший звук в комедийном или драматическом сериале (один час или более)                                                      | Мэтью Уотерс, Оннали Бланк, Ронан Хилл и Мервин Мур (эпизод «Теперь его дозор окончен») | Номинация | [ 133 ] |
| Прайм-таймовая премия «Эмми»                                    | 22 сентября 2013             | Лучший кастинг в драматическом сериале                                                                                       | Нина Голд и Роберт Стерн | Номинация | [ 133 ] |
| Прайм-таймовая премия «Эмми»                                    | 22 сентября 2013             | Лучший драматический сериал                                                                                                  | Дэвид Бениофф, Д. Б. Уайсс, Кэролайн Штраус, Фрэнк Долгер, Бернадетт Колфилд, Гаймон Касади, Винс Джерардис, Джордж Р. Р. Мартин, Ванесса Тейлор, Крис Ньюман и Грег Спенс                                                              | Номинация | [ 133 ] |
| Прайм-таймовая премия «Эмми»                                    | 22 сентября 2013             | Лучший монтаж драматического сериала, снятого одной камерой                                                                  | Орал Норри Отти (эпизод «Рейны из Кастамере») | Номинация | [ 133 ] |
| Прайм-таймовая премия «Эмми»                                    | 22 сентября 2013             | Лучшая мужская роль второго плана в драматическом сериале                                                                    | Питер Динклэйдж (роль Тириона Ланнистера) | Номинация | [ 133 ] |
| Прайм-таймовая премия «Эмми»                                    | 22 сентября 2013             | Лучшая женская роль второго плана в драматическом сериале                                                                    | Эмилия Кларк (роль Дейенерис Таргариен) | Номинация | [ 133 ] |
| Прайм-таймовая премия «Эмми»                                    | 22 сентября 2013             | Лучшая приглашённая актриса в драматическом сериале                                                                          | Дайана Ригг (роль Оленны Тирелл) | Номинация | [ 133 ] |
| Прайм-таймовая премия «Эмми»                                    | 22 сентября 2013             | Лучший сценарий драматического сериала                                                                                       | Дэвид Бениофф и Д. Б. Уайсс (эпизод «Рейны из Кастамере») | Номинация | [ 133 ] |
| Прайм-таймовая премия «Эмми»                                    | 22 сентября 2013             | Лучший звуковой монтаж комедийного или драматического сериала (один час или более)                                           | Питер Браун, Кира Росслер, Тим Хэндс, Пол Аулицино, Стивен П. Робинсон, Ванесса Лапато, Бретт Восс, Джеймс Мориана, Джеффри Уилхойт и Дэвид Клотц (эпизод «Теперь его дозор окончен»)                                                   | Номинация | [ 133 ] |
| Прайм-таймовая премия «Эмми»                                    | 25 августа 2014              | Лучшая работа художника-постановщика в современном или фэнтезийном сериале (снят одной камерой)                              | Дебора Райли, Пол Гирардани и Роб Кэмерон (эпизоды «Законы богов и людей» и «Гора и Змей») | Победа    | [ 134 ] |
| Прайм-таймовая премия «Эмми»                                    | 25 августа 2014              | Лучшие костюмы в сериале | Мишель Клэптон, Шина Вичари, Александр Фордхэм и Нина Эйрес (эпизод «Лев и Роза») | Победа    | [ 134 ] |
| Прайм-таймовая премия «Эмми»                                    | 25 августа 2014              | Лучший сложный грим в сериале, мини-сериале, фильме или специальной программе                                                | Джейн Уокер и Барри Гауэр (эпизод «Дети») | Победа    | [ 134 ] |
| Прайм-таймовая премия «Эмми»                                    | 25 августа 2014              | Лучшие специальные визуальные эффекты                                                                                        | Джо Бауэр, Джорн Гроссханс, Стив Куллбак, Адам Чейзен, Эрик Карни, Сабрина Герхардт, Мэтью Руло, Томас Х. Шелесны и Роберт Саймон (эпизод «Дети»)                                                                                       | Победа    | [ 134 ] |
| Прайм-таймовая премия «Эмми»                                    | 25 августа 2014              | Лучшая мужская роль второго плана в драматическом сериале                                                                    | Питер Динклэйдж (роль Тириона Ланнистера) | Номинация | [ 134 ] |
| Прайм-таймовая премия «Эмми»                                    | 25 августа 2014              | Лучшая женская роль второго плана в драматическом сериале                                                                    | Лина Хиди (роль Серсеи Ланнистер) | Номинация | [ 134 ] |
| Прайм-таймовая премия «Эмми»                                    | 25 августа 2014              | Лучшая режиссура драматического сериала                                                                                      | Нил Маршалл (эпизод «Дозорные на Стене») | Номинация | [ 134 ] |
| Прайм-таймовая премия «Эмми»                                    | 25 августа 2014              | Лучший сценарий драматического сериала                                                                                       | Дэвид Бениофф и Д. Б. Уайсс (эпизод «Дети») | Номинация | [ 134 ] |
| Прайм-таймовая премия «Эмми»                                    | 25 августа 2014              | Лучшая приглашённая актриса в драматическом сериале                                                                          | Дайана Ригг (роль Оленны Тирелл) | Номинация | [ 134 ] |
| Прайм-таймовая премия «Эмми»                                    | 25 августа 2014              | Лучший кастинг в драматическом сериале                                                                                       | Нина Голд и Роберт Стерн | Номинация | [ 134 ] |
| Прайм-таймовая премия «Эмми»                                    | 25 августа 2014              | Лучший драматический сериал                                                                                                  | Дэвид Бениофф, Д. Б. Уайсс, Кэролайн Штраус, Фрэнк Долгер, Бернадетт Колфилд, Гаймон Касади, Винс Джерардис, Джордж Р. Р. Мартин, Крис Ньюман и Грег Спенс                                                                              | Номинация | [ 134 ] |
| Прайм-таймовая премия «Эмми»                                    | 25 августа 2014              | Лучшая координация трюков в драматическом сериале, мини-сериале или фильме                                                   | Пол Герберт | Номинация | [ 134 ] |
| Прайм-таймовая премия «Эмми»                                    | 25 августа 2014              | Лучшая операторская работа в сериале, снятом одной камерой                                                                   | Анетт Хельмигк (эпизод «Лев и Роза») | Номинация | [ 134 ] |
| Прайм-таймовая премия «Эмми»                                    | 25 августа 2014              | Лучшая операторская работа в сериале, снятом одной камерой                                                                   | Джонатан Фримен (эпизод «Два меча») | Номинация | [ 134 ] |
| Прайм-таймовая премия «Эмми»                                    | 25 августа 2014              | Лучший звуковой монтаж комедийного или драматического сериала (один час или более)                                           | Тим Киммел, Джед М. Додж, Тим Хэндс, Паула Фэрфилд, Дэвид Клотц, Брэдли С. Катона, Бретт Восс, Джеффри Уилхойт и Дилан Т. Уилхойт (эпизод «Дозорные на Стене»)                                                                          | Номинация | [ 134 ] |
| Прайм-таймовая премия «Эмми»                                    | 25 августа 2014              | Лучшая музыкальная композиция для сериала (оригинальная драматическая музыка)                                                | Рамин Джавади (эпизод «Гора и Змей») | Номинация | [ 134 ] |
| Прайм-таймовая премия «Эмми»                                    | 25 августа 2014              | Лучший звук в комедийном или драматическом сериале (один час или более)                                                      | Ронан Хилл, Ричард Дайер, Оннали Бланк и Мэтью Уотерс (эпизод «Дозорные на Стене») | Номинация | [ 134 ] |
| Прайм-таймовая премия «Эмми»                                    | 25 августа 2014              | Лучшие причёски в сериале, снятом одной камерой                                                                              | Кевин Александр, Кэндис Бэнкс, Розалия Кулора, Гэри Мачин и Никола Маунт (эпизод «Лев и Роза») | Номинация | [ 134 ] |
| Прайм-таймовая премия «Эмми»                                    | 25 августа 2014              | Лучший грим в сериале, снятом одной камерой (несложный)                                                                      | Джейн Уокер и Энн Макьюэн (эпизод «Верный клятве») | Номинация | [ 134 ] |
| Прайм-таймовая премия «Эмми»                                    | 20 сентября 2015             | Лучшая мужская роль второго плана в драматическом сериале                                                                    | Питер Динклэйдж (роль Тириона Ланнистера) | Победа    | [ 135 ] |
| Прайм-таймовая премия «Эмми»                                    | 20 сентября 2015             | Лучшая режиссура драматического сериала                                                                                      | Дэвид Наттер (эпизод «Милосердие Матери») | Победа    | [ 135 ] |
| Прайм-таймовая премия «Эмми»                                    | 20 сентября 2015             | Лучшая режиссура драматического сериала                                                                                      | Джереми Подесва (эпизод «Непокорные, несгибаемые, несломленные») | Номинация | [ 135 ] |
| Прайм-таймовая премия «Эмми»                                    | 20 сентября 2015             | Лучший сценарий драматического сериала                                                                                       | Дэвид Бениофф и Д. Б. Уайсс (эпизод «Милосердие Матери») | Победа    | [ 135 ] |
| Прайм-таймовая премия «Эмми»                                    | 20 сентября 2015             | Лучший звук в комедийном или драматическом сериале (один час или более)                                                      | Ронан Хилл, Ричард Дайер, Оннали Бланк и Мэтью Уотерс (эпизод «Суровый Дом») | Победа    | [ 135 ] |
| Прайм-таймовая премия «Эмми»                                    | 20 сентября 2015             | Лучший кастинг в драматическом сериале                                                                                       | Нина Голд, Роберт Стерн и Карла Стронге | Победа    | [ 135 ] |
| Прайм-таймовая премия «Эмми»                                    | 20 сентября 2015             | Лучший монтаж драматического сериала, снятого одной камерой                                                                  | Кэти Вейланд (эпизод «Танец драконов») | Победа    | [ 135 ] |
| Прайм-таймовая премия «Эмми»                                    | 20 сентября 2015             | Лучший монтаж драматического сериала, снятого одной камерой                                                                  | Тим Портер (эпизод «Суровый Дом») | Номинация | [ 135 ] |
| Прайм-таймовая премия «Эмми»                                    | 20 сентября 2015             | Лучший драматический сериал                                                                                                  | Дэвид Бениофф, Д. Б. Уайсс, Кэролайн Штраус, Фрэнк Долгер, Бернадетт Колфилд, Винс Джерардис, Гаймон Касади, Джордж Р. Р. Мартин, Крис Ньюман, Грег Спенс, Лиза Макатакни и Брайан Когман                                               | Победа    | [ 135 ] |
| Прайм-таймовая премия «Эмми»                                    | 20 сентября 2015             | Лучшая работа художника-постановщика в современном или фэнтезийном сериале (один час или более)                              | Дебора Райли, Пол Гирардани и Роб Кэмерон (эпизоды «Его Воробейшество», «Непокорные, несгибаемые, несломленные» и «Суровый Дом») | Победа    | [ 135 ] |
| Прайм-таймовая премия «Эмми»                                    | 20 сентября 2015             | Лучший звуковой монтаж сериала                                                                                               | Тим Киммел, Паула Фэрфилд, Брэдли С. Катона, Пол Беркович, Тим Хэндс, Дэвид Клотц, Бретт Восс, Джеффри Уилхойт и Дилан Т. Уилхойт (эпизод «Суровый Дом»)                                                                                | Победа    | [ 135 ] |
| Прайм-таймовая премия «Эмми»                                    | 20 сентября 2015             | Лучшие специальные визуальные эффекты                                                                                        | Стив Куллбек, Джо Бауэр, Адам Чейзен, Джаббар Райсани, Эрик Карни, Стюарт Брисдон, Дерек Спирс, Джеймс Киннингс и Мэттью Руло (эпизод «Танец драконов»)                                                                                 | Победа    | [ 135 ] |
| Прайм-таймовая премия «Эмми»                                    | 20 сентября 2015             | Лучшая координация трюков в драматическом сериале, мини-сериале или фильме                                                   | Роули Ирлам | Победа    | [ 135 ] |
| Прайм-таймовая премия «Эмми»                                    | 20 сентября 2015             | Лучший грим в сериале, снятом одной камерой (несложный)                                                                      | Джейн Уокер и Никола Мэттьюс (эпизод «Милосердие Матери») | Победа    | [ 135 ] |
| Прайм-таймовая премия «Эмми»                                    | 20 сентября 2015             | Лучшая женская роль второго плана в драматическом сериале                                                                    | Лина Хиди (роль Серсеи Ланнистер) | Номинация | [ 135 ] |
| Прайм-таймовая премия «Эмми»                                    | 20 сентября 2015             | Лучшая женская роль второго плана в драматическом сериале                                                                    | Эмилия Кларк (роль Дейенерис Таргариен) | Номинация | [ 135 ] |
| Прайм-таймовая премия «Эмми»                                    | 20 сентября 2015             | Лучшая приглашённая актриса в драматическом сериале                                                                          | Дайана Ригг (роль Оленны Тирелл) | Номинация | [ 135 ] |
| Прайм-таймовая премия «Эмми»                                    | 20 сентября 2015             | Лучший сложный грим в сериале, мини-сериале, фильме или специальной программе                                                | Джейн Уокер, Барри Гауэр и Сара Гауэр (эпизод «Суровый Дом») | Номинация | [ 135 ] |
| Прайм-таймовая премия «Эмми»                                    | 20 сентября 2015             | Лучшие костюмы в историческом/фэнтезийном сериале, мини-сериале или фильме                                                   | Мишель Клэптон, Александр Фордэм, Нина Эйрс и Шина Вичари (эпизод «Танец драконов») | Номинация | [ 135 ] |
| Прайм-таймовая премия «Эмми»                                    | 20 сентября 2015             | Лучшая операторская работа в сериале, снятом одной камерой                                                                   | Анетт Хельмигк (эпизод «Сыны Гарпии») | Номинация | [ 135 ] |
| Прайм-таймовая премия «Эмми»                                    | 20 сентября 2015             | Лучшая операторская работа в сериале, снятом одной камерой                                                                   | Грегори Миддлтон (эпизод «Непокорные, несгибаемые, несломленные») | Номинация | [ 135 ] |
| Прайм-таймовая премия «Эмми»                                    | 20 сентября 2015             | Лучшая операторская работа в сериале, снятом одной камерой                                                                   | Фабиан Вагнер (эпизод «Суровый Дом») | Номинация | [ 135 ] |
| Прайм-таймовая премия «Эмми»                                    | 20 сентября 2015             | Лучшая операторская работа в сериале, снятом одной камерой                                                                   | Роберт Маклахлан (эпизод «Танец драконов») | Номинация | [ 135 ] |
| Прайм-таймовая премия «Эмми»                                    | 20 сентября 2015             | Лучшие причёски в сериале, снятом одной камерой                                                                              | Кевин Александр, Кэндис Бэнкс, Розалия Кулора, Гэри Мачин, Лора Поллок и Никола Маунт (эпизод «Милосердие Матери») | Номинация | [ 135 ] |
| Прайм-таймовая премия «Эмми»                                    | 18 сентября 2016             | Лучшая режиссура драматического сериала                                                                                      | Мигель Сапочник (эпизод «Битва бастардов») | Победа    | [ 136 ] |
| Прайм-таймовая премия «Эмми»                                    | 18 сентября 2016             | Лучшая режиссура драматического сериала                                                                                      | Джек Бендер (эпизод «Дверь») | Номинация | [ 136 ] |
| Прайм-таймовая премия «Эмми»                                    | 18 сентября 2016             | Лучший сценарий драматического сериала                                                                                       | Дэвид Бениофф и Д. Б. Уайсс (эпизод «Битва бастардов») | Победа    | [ 136 ] |
| Прайм-таймовая премия «Эмми»                                    | 18 сентября 2016             | Лучший кастинг в драматическом сериале                                                                                       | Нина Голд, Роберт Стерн и Карла Стронге | Победа    | [ 136 ] |
| Прайм-таймовая премия «Эмми»                                    | 18 сентября 2016             | Лучший грим в сериале, снятом одной камерой (несложный)                                                                      | Джейн Уокер, Кейт Холлоуэй, Никола Мэттьюс, Кей Билк, Марианна Келлехер и Памела Смит (эпизод «Битва бастардов») | Победа    | [ 136 ] |
| Прайм-таймовая премия «Эмми»                                    | 18 сентября 2016             | Лучший сложный грим в сериале, мини-сериале, фильме или специальной программе                                                | Джейн Уокер, Сара Гауэр, Эмма Шеффилд, Тристан Верслуйс, Барри Гауэр (эпизод «Дверь») | Победа    | [ 136 ] |
| Прайм-таймовая премия «Эмми»                                    | 18 сентября 2016             | Лучший драматический сериал                                                                                                  | Дэвид Бениофф, Д. Б. Уайсс, Кэролайн Штраус, Фрэнк Долгер, Бернадетт Колфилд, Винс Джерардис, Гаймон Касади, Джордж Р. Р. Мартин, Брайан Когман, Крис Ньюман, Грег Спенс и Лиза Макатакни                                               | Победа    | [ 136 ] |
| Прайм-таймовая премия «Эмми»                                    | 18 сентября 2016             | Лучшие костюмы в историческом/фэнтезийном сериале, мини-сериале или фильме                                                   | Мишель Клэптон, Хлоя Обри и Шина Вичари (эпизод «Ветра зимы») | Победа    | [ 136 ] |
| Прайм-таймовая премия «Эмми»                                    | 18 сентября 2016             | Лучшая работа художника-постановщика в современном или фэнтезийном сериале (один час или более)                              | Дебора Райли, Пол Гирардани и Роб Кэмерон (эпизоды «Кровь моей крови», «Сломленный человек» и «Никто») | Победа    | [ 136 ] |
| Прайм-таймовая премия «Эмми»                                    | 18 сентября 2016             | Лучшие специальные визуальные эффекты                                                                                        | Стив Куллбек, Джо Бауэр, Адам Чейзен, Дерек Спирс, Эрик Карни, Сэм Конвей, Мэттью Руло, Мишель Блок и Гленн Меленхорст (эпизод «Битва бастардов»)                                                                                       | Победа    | [ 136 ] |
| Прайм-таймовая премия «Эмми»                                    | 18 сентября 2016             | Лучший звук в комедийном или драматическом сериале (один час или более)                                                      | Оннали Бланк, Мэтью Уотерс, Ричард Дайер и Ронан Хилл (эпизод «Суровый Дом») | Победа    | [ 136 ] |
| Прайм-таймовая премия «Эмми»                                    | 18 сентября 2016             | Лучшая координация трюков в драматическом сериале, мини-сериале или фильме                                                   | Роули Ирлам | Победа    | [ 136 ] |
| Прайм-таймовая премия «Эмми»                                    | 18 сентября 2016             | Лучший монтаж драматического сериала, снятого одной камерой                                                                  | Тим Портер (эпизод «Битва бастардов») | Победа    | [ 136 ] |
| Прайм-таймовая премия «Эмми»                                    | 18 сентября 2016             | Лучший монтаж драматического сериала, снятого одной камерой                                                                  | Кэти Вейланд (эпизод «Клятвопреступник») | Номинация | [ 136 ] |
| Прайм-таймовая премия «Эмми»                                    | 18 сентября 2016             | Лучшая мужская роль второго плана в драматическом сериале                                                                    | Питер Динклэйдж (роль Тириона Ланнистера) | Номинация | [ 136 ] |
| Прайм-таймовая премия «Эмми»                                    | 18 сентября 2016             | Лучшая мужская роль второго плана в драматическом сериале                                                                    | Кит Харингтон (роль Джона Сноу) | Номинация | [ 136 ] |
| Прайм-таймовая премия «Эмми»                                    | 18 сентября 2016             | Лучшая женская роль второго плана в драматическом сериале                                                                    | Лина Хиди (роль Серсеи Ланнистер) | Номинация | [ 136 ] |
| Прайм-таймовая премия «Эмми»                                    | 18 сентября 2016             | Лучшая женская роль второго плана в драматическом сериале                                                                    | Эмилия Кларк (роль Дейенерис Таргариен) | Номинация | [ 136 ] |
| Прайм-таймовая премия «Эмми»                                    | 18 сентября 2016             | Лучшая женская роль второго плана в драматическом сериале                                                                    | Мэйси Уильямс (роль Арьи Старк) | Номинация | [ 136 ] |
| Прайм-таймовая премия «Эмми»                                    | 18 сентября 2016             | Лучший приглашённый актёр в драматическом сериале                                                                            | Макс фон Сюдов (эпизод «Дверь») | Номинация | [ 136 ] |
| Прайм-таймовая премия «Эмми»                                    | 18 сентября 2016             | Лучшая операторская работа в сериале, снятом одной камерой                                                                   | Грегори Миддлтон (эпизод «Дом») | Номинация | [ 136 ] |
| Прайм-таймовая премия «Эмми»                                    | 18 сентября 2016             | Лучшие причёски в сериале, снятом одной камерой                                                                              | Кевин Александр, Кэндис Бэнкс, Никола Маунт, Лора Поллок, Гэри Мачин и Розалия Кулора (эпизод «Дверь») | Номинация | [ 136 ] |
| Прайм-таймовая премия «Эмми»                                    | 18 сентября 2016             | Лучший звуковой монтаж сериала                                                                                               | Тим Киммел, Тим Хэндс, Пол Беркович, Паула Фэрфилд, Брэдли С. Катона, Миха Вабро, Дэвид Клотц, Бретт Восс, Джеффри Уилхойт и Дилан Т. Уилхойт (эпизод «Дверь»)                                                                          | Номинация | [ 136 ] |
| Прайм-таймовая премия «Эмми»                                    | 17 сентября 2018             | Лучший драматический сериал                                                                                                  | Дэвид Бениофф, Д. Б. Уайсс, Кэролайн Штраус, Фрэнк Долгер, Бернадетт Колфилд, Джордж Р. Р. Мартин, Гаймон Касади, Винс Джерардис, Брайан Когман, Крис Ньюман, Лиза Макатакни и Грег Спенс                                               | Победа    | [ 137 ] |
| Прайм-таймовая премия «Эмми»                                    | 17 сентября 2018             | Лучшая мужская роль второго плана в драматическом сериале                                                                    | Питер Динклэйдж (роль Тириона Ланнистера) | Победа    | [ 137 ] |
| Прайм-таймовая премия «Эмми»                                    | 17 сентября 2018             | Лучшая мужская роль второго плана в драматическом сериале                                                                    | Николай Костер-Вальдау (роль Джейме Ланнистера) | Номинация | [ 137 ] |
| Прайм-таймовая премия «Эмми»                                    | 17 сентября 2018             | Лучшие фэнтезийные/научно-фантастические костюмы                                                                             | Мишель Клэптон, Александр Фордхэм, Эмма О’Локлин и Кейт О’Фаррелл (эпизод «За Стеной») | Победа    | [ 137 ] |
| Прайм-таймовая премия «Эмми»                                    | 17 сентября 2018             | Лучшая музыкальная композиция для сериала (оригинальная драматическая музыка)                                                | Рамин Джавади (эпизод «Дракон и Волк») | Победа    | [ 137 ] |
| Прайм-таймовая премия «Эмми»                                    | 17 сентября 2018             | Лучший сложный грим в сериале, мини-сериале, фильме или специальной программе                                                | Джейн Уокер, Сара Гауэр, Эмма Шеффилд, Тристан Верслуйс, Барри Гауэр (эпизод «Дракон и Волк») | Победа    | [ 137 ] |
| Прайм-таймовая премия «Эмми»                                    | 17 сентября 2018             | Лучшая координация трюков в драматическом сериале, мини-сериале или фильме                                                   | Роули Ирлам | Победа    | [ 137 ] |
| Прайм-таймовая премия «Эмми»                                    | 17 сентября 2018             | Лучшая работа художника-постановщика в историческом или фэнтезийном сериале (один час или более)                             | Дебора Райли, Пол Гирардани и Роб Кэмерон (эпизод «Драконий Камень») | Победа    | [ 137 ] |
| Прайм-таймовая премия «Эмми»                                    | 17 сентября 2018             | Лучший звук в комедийном или драматическом сериале (один час или более)                                                      | Оннали Бланк, Мэтью Уотерс, Ричард Дайер и Ронан Хилл (эпизод «За Стеной») | Победа    | [ 137 ] |
| Прайм-таймовая премия «Эмми»                                    | 17 сентября 2018             | Лучшие специальные визуальные эффекты                                                                                        | Стив Куллбек, Джо Бауэр, Адам Чейзен, Мишель Блок, Сэм Конвей, Тед Рэй, Дэвид Рамос, Уэйн Стейблз и Дерек Спирс (эпизод «За Стеной») | Победа    | [ 137 ] |
| Прайм-таймовая премия «Эмми»                                    | 17 сентября 2018             | Лучшая женская роль второго плана в драматическом сериале                                                                    | Лина Хиди (роль Серсеи Ланнистер) | Номинация | [ 137 ] |
| Прайм-таймовая премия «Эмми»                                    | 17 сентября 2018             | Лучшая приглашённая актриса в драматическом сериале                                                                          | Дайана Ригг (роль Оленны Тирелл) | Номинация | [ 137 ] |
| Прайм-таймовая премия «Эмми»                                    | 17 сентября 2018             | Лучшая режиссура драматического сериала                                                                                      | Алан Тейлор (эпизод «За Стеной») | Номинация | [ 137 ] |
| Прайм-таймовая премия «Эмми»                                    | 17 сентября 2018             | Лучшая режиссура драматического сериала                                                                                      | Джереми Подесва (эпизод «Дракон и Волк») | Номинация | [ 137 ] |
| Прайм-таймовая премия «Эмми»                                    | 17 сентября 2018             | Лучший сценарий драматического сериала                                                                                       | Дэвид Бениофф и Д. Б. Уайсс (эпизод «Дракон и Волк») | Номинация | [ 137 ] |
| Прайм-таймовая премия «Эмми»                                    | 17 сентября 2018             | Лучший кастинг в драматическом сериале                                                                                       | Нина Голд, Роберт Стерн и Карла Стронге | Номинация | [ 137 ] |
| Прайм-таймовая премия «Эмми»                                    | 17 сентября 2018             | Лучший звуковой монтаж комедийного или драматического сериала (один час или более)                                           | Тим Киммел, Паула Фэрфилд, Тим Хэндс, Пол Беркович, Брэдли С. Катона, Джон Маттер, Бретт Восс, Дэвид Клотц, Джеффри Уилхойт и Дилан Т. Уилхойт (эпизод «Трофеи войны»)                                                                  | Номинация | [ 137 ] |
| Прайм-таймовая премия «Эмми»                                    | 17 сентября 2018             | Лучший монтаж драматического сериала, снятого одной камерой                                                                  | Тим Портер (эпизод «За Стеной») | Номинация | [ 137 ] |
| Прайм-таймовая премия «Эмми»                                    | 17 сентября 2018             | Лучший монтаж драматического сериала, снятого одной камерой                                                                  | Криспин Грин (эпизод «Дракон и Волк») | Номинация | [ 137 ] |
| Прайм-таймовая премия «Эмми»                                    | 17 сентября 2018             | Лучший монтаж драматического сериала, снятого одной камерой                                                                  | Кэти Вейланд (эпизод «Трофеи войны») | Номинация | [ 137 ] |
| Прайм-таймовая премия «Эмми»                                    | 17 сентября 2018             | Лучшие причёски в сериале, снятом одной камерой                                                                              | Кевин Александр, Кэндис Бэнкс, Никола Маунт и Розалия Кулора (эпизод «Дракон и Волк») | Номинация | [ 137 ] |
| Прайм-таймовая премия «Эмми»                                    | 17 сентября 2018             | Лучший грим в сериале, снятом одной камерой (несложный)                                                                      | Джейн Уокер, Кей Билк, Марианна Келлехер, Памела Смит, Кейт Холлоуэй и Никола Мэттьюс (эпизод «Дракон и Волк») | Номинация | [ 137 ] |
| Прайм-таймовая премия «Эмми»                                    | 22 сентября 2019             | Лучший драматический сериал                                                                                                  | Дэвид Бениофф, Д. Б. Уайсс, Кэролайн Штраус, Бернадетт Колфилд, Фрэнк Долгер, Дэвид Наттер, Мигель Сапочник, Винс Джерардис, Гаймон Касади, Джордж Р. Р. Мартин, Брайан Когман, Крис Ньюман, Грег Спенс, Лиза Макатакни и Дункан Маггоч | Победа    | [ 138 ] |
| Прайм-таймовая премия «Эмми»                                    | 22 сентября 2019             | Лучшая мужская роль второго плана в драматическом сериале                                                                    | Питер Динклэйдж (роль Тириона Ланнистера) | Победа    | [ 138 ] |
| Прайм-таймовая премия «Эмми»                                    | 22 сентября 2019             | Лучшая музыкальная композиция для сериала (оригинальная драматическая музыка)                                                | Рамин Джавади (эпизод «Долгая Ночь») | Победа    | [ 138 ] |
| Прайм-таймовая премия «Эмми»                                    | 22 сентября 2019             | Лучшие специальные визуальные эффекты                                                                                        | Джо Бауэр, Стив Куллбек, Адам Чейзен, Сэм Конвей, Мохсен Мусави, Мартин Хилл, Тед Рэй, Патрик Гелен и Томас Шелесны (эпизод «Колокола»)                                                                                                 | Победа    | [ 138 ] |
| Прайм-таймовая премия «Эмми»                                    | 22 сентября 2019             | Лучший кастинг в драматическом сериале                                                                                       | Нина Голд, Роберт Стерн и Карла Стронге | Победа    | [ 138 ] |
| Прайм-таймовая премия «Эмми»                                    | 22 сентября 2019             | Лучший звуковой монтаж комедийного или драматического сериала (один час или более)                                           | Тим Киммел, Тим Хэндс, Паула Фэрфилд, Брэдли С. Катона, Пол Беркович, Джон Маттер, Дэвид Клотц, Бретт Восс, Джеффри Уилхойт и Дилан Т. Уилхойт (эпизод «Долгая Ночь»)                                                                   | Победа    | [ 138 ] |
| Прайм-таймовая премия «Эмми»                                    | 22 сентября 2019             | Лучшие фэнтезийные/научно-фантастические костюмы                                                                             | Мишель Клэптон, Эмма О’Локлин и Кейт О’Фаррелл (эпизод «Колокола») | Победа    | [ 138 ] |
| Прайм-таймовая премия «Эмми»                                    | 22 сентября 2019             | Лучший дизайн заставки | Энгус Уолл, Кирк Шинтани, Шахана Хан, Ян Руфасс и Рустам Гасанов | Победа    | [ 138 ] |
| Прайм-таймовая премия «Эмми»                                    | 22 сентября 2019             | Лучшая координация трюков в драматическом сериале, мини-сериале или фильме                                                   | Роули Ирлам | Победа    | [ 138 ] |
| Прайм-таймовая премия «Эмми»                                    | 22 сентября 2019             | Лучший монтаж драматического сериала, снятого одной камерой                                                                  | Тим Портер (эпизод «Долгая Ночь») | Победа    | [ 138 ] |
| Прайм-таймовая премия «Эмми»                                    | 22 сентября 2019             | Лучший монтаж драматического сериала, снятого одной камерой                                                                  | Криспин Грин (эпизод «Винтерфелл») | Номинация | [ 138 ] |
| Прайм-таймовая премия «Эмми»                                    | 22 сентября 2019             | Лучший монтаж драматического сериала, снятого одной камерой                                                                  | Кэти Вейланд (эпизод «Железный Трон») | Номинация | [ 138 ] |
| Прайм-таймовая премия «Эмми»                                    | 22 сентября 2019             | Лучший звук в комедийном или драматическом сериале (один час или более)                                                      | Оннали Бланк, Мэтью Уотерс, Саймон Керр, Дэниел Кроули и Ронан Хилл (эпизод «Долгая Ночь») | Победа    | [ 138 ] |
| Прайм-таймовая премия «Эмми»                                    | 22 сентября 2019             | Лучший грим в сериале, снятом одной камерой (несложный)                                                                      | Джейн Уокер, Кей Билк, Марианна Келлехер, Никола Мэттьюс и Памела Смит (эпизод «Долгая Ночь») | Победа    | [ 138 ] |
| Прайм-таймовая премия «Эмми»                                    | 22 сентября 2019             | Лучшая женская роль в драматическом сериале                                                                                  | Эмилия Кларк (роль Дейенерис Таргариен) | Номинация | [ 138 ] |
| Прайм-таймовая премия «Эмми»                                    | 22 сентября 2019             | Лучшая мужская роль второго плана в драматическом сериале                                                                    | Николай Костер-Вальдау (роль Джейме Ланнистера) | Номинация | [ 138 ] |
| Прайм-таймовая премия «Эмми»                                    | 22 сентября 2019             | Лучшая мужская роль второго плана в драматическом сериале                                                                    | Алфи Аллен (роль Теона Грейджоя) | Номинация | [ 138 ] |
| Прайм-таймовая премия «Эмми»                                    | 22 сентября 2019             | Лучшая женская роль второго плана в драматическом сериале                                                                    | Гвендолин Кристи (роль Бриенны Тарт) | Номинация | [ 138 ] |
| Прайм-таймовая премия «Эмми»                                    | 22 сентября 2019             | Лучшая женская роль второго плана в драматическом сериале                                                                    | Софи Тёрнер (роль Сансы Старк) | Номинация | [ 138 ] |
| Прайм-таймовая премия «Эмми»                                    | 22 сентября 2019             | Лучшая женская роль второго плана в драматическом сериале                                                                    | Лина Хиди (роль Серсеи Ланнистер) | Номинация | [ 138 ] |
| Прайм-таймовая премия «Эмми»                                    | 22 сентября 2019             | Лучшая женская роль второго плана в драматическом сериале                                                                    | Мэйси Уильямс (роль Арьи Старк) | Номинация | [ 138 ] |
| Прайм-таймовая премия «Эмми»                                    | 22 сентября 2019             | Лучшая приглашённая актриса в драматическом сериале                                                                          | Карис ван Хаутен (роль Мелисандры в эпизоде «Долгая Ночь») | Номинация | [ 138 ] |
| Прайм-таймовая премия «Эмми»                                    | 22 сентября 2019             | Лучшая мужская роль в драматическом сериале                                                                                  | Кит Харингтон (роль Джона Сноу) | Номинация | [ 138 ] |
| Прайм-таймовая премия «Эмми»                                    | 22 сентября 2019             | Лучшая режиссура драматического сериала                                                                                      | Дэвид Бениофф и Д. Б. Уайсс (эпизод «Железный Трон») | Номинация | [ 138 ] |
| Прайм-таймовая премия «Эмми»                                    | 22 сентября 2019             | Лучшая режиссура драматического сериала                                                                                      | Дэвид Наттер (эпизод «Последние из Старков») | Номинация | [ 138 ] |
| Прайм-таймовая премия «Эмми»                                    | 22 сентября 2019             | Лучшая режиссура драматического сериала                                                                                      | Мигель Сапочник (эпизод «Долгая Ночь») | Номинация | [ 138 ] |
| Прайм-таймовая премия «Эмми»                                    | 22 сентября 2019             | Лучший сценарий драматического сериала                                                                                       | Дэвид Бениофф и Д. Б. Уайсс (эпизод «Железный Трон») | Номинация | [ 138 ] |
| Прайм-таймовая премия «Эмми»                                    | 22 сентября 2019             | Лучшая операторская работа в сериале, снятом одной камерой (один час или более)                                              | Джонатан Фримен (эпизод «Железный Трон») | Номинация | [ 138 ] |
| Прайм-таймовая премия «Эмми»                                    | 22 сентября 2019             | Лучшая работа художника-постановщика в историческом или фэнтезийном сериале (один час или более)                             | Дебора Райли, Пол Гирардани и Роб Кэмерон (эпизод «Колокола») | Номинация | [ 138 ] |
| Прайм-таймовая премия «Эмми»                                    | 22 сентября 2019             | Лучший сложный грим в сериале, мини-сериале, фильме или специальной программе                                                | Эмма Фолкс, Пол Спатери, Хлоя Мутон-Филлипс, Дункан Джарман, Пэтт Фоуд, Джон Элдред-Туби, Барри Гауэр и Сара Гауэр (эпизод «Долгая Ночь»)                                                                                               | Номинация | [ 138 ] |
| Прайм-таймовая премия «Эмми»                                    | 22 сентября 2019             | Лучшие причёски в сериале, снятом одной камерой                                                                              | Кевин Александр, Кэндис Бэнкс, Никола Маунт и Розалия Кулора (эпизод «Долгая Ночь») | Номинация | [ 138 ] |
| Прайм-таймовая премия «Эмми»                                    | 22 сентября 2019             | Лучшее творческое достижение в области интерактивных медиа в рамках программы по сценарию                                    | VR-игра Game of Thrones: Beyond the Wall Virtual Reality Experience | Номинация | [ 138 ] |
| «Дракон»                                                        | 2—5 сентября 2016            | Лучший научно-фантастический или фэнтезийный телесериал                                                                      | Дэвид Бениофф и Д. Б. Уайсс | Победа    | [ 139 ] |
| «Дракон»                                                        | 30 августа — 3 сентября 2018 | Лучший научно-фантастический или фэнтезийный телесериал                                                                      | Дэвид Бениофф и Д. Б. Уайсс | Победа    | [ 140 ] |
| «Дракон»                                                        | 29 августа — 2 сентября 2019 | Лучший научно-фантастический или фэнтезийный телесериал                                                                      | Дэвид Бениофф и Д. Б. Уайсс | Номинация | [ 141 ] |
| «Империя»                                                       | 29 марта 2015                | Лучший герой | Актёрский состав телесериала | Победа    | [ 142 ] |
| «Империя»                                                       | 20 марта 2016                | Лучший телесериал | «Игра престолов» | Номинация | [ 143 ] |
| «Империя»                                                       | 19 марта 2017                | Лучший телесериал | «Игра престолов» | Номинация | [ 144 ] |
| «Дориан»                                                        | 16 января 2013               | Телевизионная драма года | «Игра престолов» | Номинация | [ 145 ] |
| «Дориан»                                                        | 26 января 2017               | Телевизионная драма года | «Игра престолов» | Номинация | [ 146 ] |
| Премия Альянса геев и лесбиянок против диффамации               | 21 марта 2015                | Лучший драматический сериал                                                                                                  | «Игра престолов» | Номинация | [ 147 ] |